# Løgumkloster Kommune
Løgumkloster Kommune i Sønderjyllands Amt blev dannet ved kommunalreformen i 1970. Ved strukturreformen i 2007 blev den indlemmet i Tønder Kommune sammen med Bredebro Kommune, Højer Kommune, Skærbæk Kommune og det meste af Nørre-Rangstrup Kommune.

## Tidligere kommuner
Løgumkloster i Løgumkloster Sogn havde efter genforeningen i 1920 beholdt den tyske betegnelse flække, men det begreb bortfaldt med kommunalreformen, hvor 3 sognekommuner blev lagt sammen med Løgumkloster flække og dens landsogn til Løgumkloster Kommune:
| Kommune               | Folketal 1. januar 1970 | Byer                              |
| --------------------- | ----------------------- | --------------------------------- |
| Løgumkloster flække   | 2.113                   | Løgumkloster                      |
| Løgumkloster landsogn | 454                     | Løgumkloster                      |
| Bedsted               | 991                     | Bedsted                           |
| Højst                 | 1.130                   | Øster Højst                       |
| Nørre Løgum           | 1.641                   | Løgumgårde (bydel i Løgumkloster) |
| I alt                 | 6.329                   |                                   |

## Sogne
Løgumkloster Kommune bestod af følgende sogne:
- Bedsted Sogn (Sønder Rangstrup Herred)
- Højst Sogn (Slogs Herred)
- Løgumkloster Sogn (Tønder, Højer og Lø Herred)
- Nørre Løgum Sogn (Tønder, Højer og Lø Herred)

## Borgmestre[2]
| Navn               | Parti   | Periode   |
| ------------------ | ------- | --------- |
| Peter Nissen       | Venstre | 1970-1978 |
| Hans Jessen Hansen | Venstre | 1978-1994 |
| Kaj Armann         | Venstre | 1994-2006 |

## Rådhus
Løgumkloster Kommunes rådhus på Rådhusstræde 2 blev oprindeligt bygget som skole i 1904. Det blev udvidet i 1982 og 1997. Som led i at Tønder Kommune samler sine administrative funktioner i Tønder, blev det i 2015 sat til salg. Køberen blev Landbrugsrådgivning Syd, men kommunen lejede en del af rådhuset til hjemmeplejen og sygeplejen i Løgumkloster.